# Shawn Colvin
Shawn Colvin, (Vermillion, 1956. január 10. –) Grammy-díjas amerikai énekesnő, dalszerző. Lee Colvin néven született a dél-dakotai Vermillionban. Ő volt a második négy gyermek közül. 10 évesen tanult meg gitározni. Ifjúságát Carbondale-ben, Illinois állam), és Londonban (Ontario, Kanada) töltötte. Édesapja zenegyűjteményét hallgatva nőtt fel, amelyben olyan művészek szerepeltek, mint Pete Seeger és a The Kingston Trio.

## Pályafutása
Első nyilvános koncertjét 15 évesen adta az Illinoisi Egyetem campusán. Interjúkban és önéletrajzi könyvében Joni Mitchellt említette, mint aki zenéjére elsődleges hatással volt.
Colvin az 1970-es évek végén kezdett komolyan dolgozni a zenei pályán, először Texasban, majd országszerte. Ez idő alatt találkozott zenei partnerével, John Leventhallal; Később Colvin számos albumának producere lett. Számos próbálkozás után karrierje 1987-ben Suzanne Vegavokálénekeseként indult. Amellett, hogy Tracy Chapmannel, Suzanne Vegával, az Indigo Girlsszel és más művészekkel lépett fel, több saját turnét is szervezett. Colvin első kiadványait dicsérték a kritikusok. Számos saját dalt tartalmazó album után kiadta a Cover Girl című gyűjteményt, amely mások dalainak új felvételeit tartalmazza.
Az 1996 októberében kiadott A Few Small Repairs című albumával sikert aratott a slágerlistákon. A „Sunny Came Home” című kislemeze bejutott az Egyesült Államok legjobb tíze közé, és elnyerte az év legjobb dalának és felvételének járó Grammy-díjat. Számos további albumot is kiadott, amelyeket Grammy-díjra jelöltek. Kiadott egy karácsonyi slágeralbumot és egy karácsonyi zenegyűjteményt is.
2012-ben jelent meg önéletrajza „Diamond in the Rough: A Memoir” címmel, amelyet az "„All Fall Down” stúdiólemezzel együtt adtak ki és népszerűsítettek. Az albumot régi barátja, Buddy Miller készítette, és a nashville-i házistúdiójában rögzítették.
Shawn Colvin a lányával él Austinban, és részt vesz az austini zenei életben. Támogatja a liberális értékeket. Alkalmanként jótékonysági koncerteket adott az Egyesült Államok Demokrata Pártja jelöltjeinek. Támogatja a Texas Public Interest Research Group-ot is.

## Albumok
- Steady On (1989)
- Fat City (1992)
- Cover Girl (1994)
- A Few Small Repairs (1996)
- Holiday Songs and Lullabies (1998)
- Whole New You (2001)
- These Four Walls (2006)
- All Fall Down (2012)
- Uncovered (2015)
- Colvin & Earle (2016, with Steve Earle)
- The Starlighter (2018)
- Steady On: 30th Anniversary Acoustic Edition (2019)

- Live '88 (1995)
- Live (2009)
- Live from These Four Walls: My Favorite Movie Songs (2021)
- Lockdown: Live from Arlyn Studios (2021)

## Filmek
- Shawn Colvin az IMDb-n

## Díjak
- 2016: Americana Trailblazer Award

## Grammy-díjak
- 1991: „Steady On” című dal
- 1997: „Sunny Came Home” című dal
- 1998: Record of the Year
- 1998: Song of the Year

+ 6 Grammy-díjra jelölés:  1994: Best Contemporary Folk Recording – Fat City, 1994: Best Female Pop Vocal Performance – „I Don't Know Why“, 1995: Best Contemporary Folk Album – Cover Girl, 1997: Best Pop Album – A Few Small Repairs, 1997: Best Female Pop Vocal Performance – „Get Out of This House“, 1998: Best Female Pop Vocal Performance – „Sunny Came Home“

## Fordítás
- Ez a szócikk részben vagy egészben  a   Shawn Colvin című német Wikipédia-szócikk ezen változatának fordításán alapul.  Az eredeti cikk szerkesztőit annak laptörténete sorolja fel. Ez a jelzés csupán a megfogalmazás eredetét és a szerzői jogokat jelzi, nem szolgál a cikkben szereplő információk forrásmegjelöléseként.